# 第八軍 (拿破崙戰爭時期)

大軍團第八军团是一支存在于拿破仑战争期间的法国军事单位。拿破仑一世皇帝于 1805 年从其他军团中借用了兵力來组建它，并将其分配给帝國元帥－爱德华·莫蒂埃。其後安德烈·马塞纳元帅的意大利军团也在 1805 年战役结束时重组为第八军团。军团在 1806 年的战役中在莫蒂埃的领导下进行了改革，并在当年余下的时间里扫荡了德国西部的普鲁士驻军。
1812 年，为了法国入侵俄罗斯，威斯特伐利亚人组建了一支新的第八军团，并再次由朱诺指挥。该军团在撤退期间被有效摧毁。次年，该军由波兰部队重建并分配给约瑟夫·波尼亚托夫斯基。第八军团参加了 1813 年的德国战役，并在莱比锡战役后不复存在。

## 战斗顺序

### 迪恩施泰因之戰：1805 年 11 月
爱德华·莫蒂埃元帅

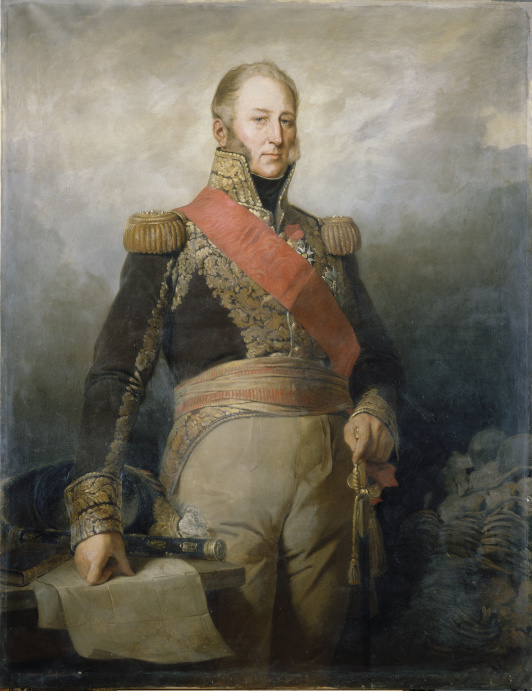
爱德华·莫蒂埃

- 第 1 师 (第六軍團)： 皮埃爾·杜邦·德·埃唐 施長
  - 瑪麗·弗朗索瓦·魯耶 旅長， 讓-加布里埃爾·馬爾尚 旅長
    - 第9轻步兵团（2个营）
    - 第32线步兵团（2个营）
    - 第96线步兵团（2个营）
    - 第一骠骑兵团（3个中队）
    - 火炮：3门
- 第 2 师 (第五軍團)：泰奥多尔·马克西姆·加赞 師長
  - 讓·弗朗索瓦·格蘭多熱 旅長， 弗朗索瓦·弗雷德里克·坎帕納 旅長
    - 第4轻步兵团（3个营）
    - 第54线步兵团（3个营）
    - 第100线步兵团（3个营）
    - 第103线步兵团（3个营）
    - 第4龙骑兵团（3个中队）
    - 火炮：3门
- 第 3 师 (第二軍團)： 讓-巴蒂斯特·杜蒙索 师長（未就任）
- 第 1 龙骑兵师（骑兵军）： 路易·克莱因 师長（未就任）

来源：Smith, Digby. . London: Greenhill. 1998: 213. ISBN 1-85367-276-9.拿破仑战争数据手册。伦敦：格林希尔。 p. 213.书号 1-85367-276-9 .

### 哈梅恩之圍：1806 年 11 月
爱德华·莫蒂埃元帅

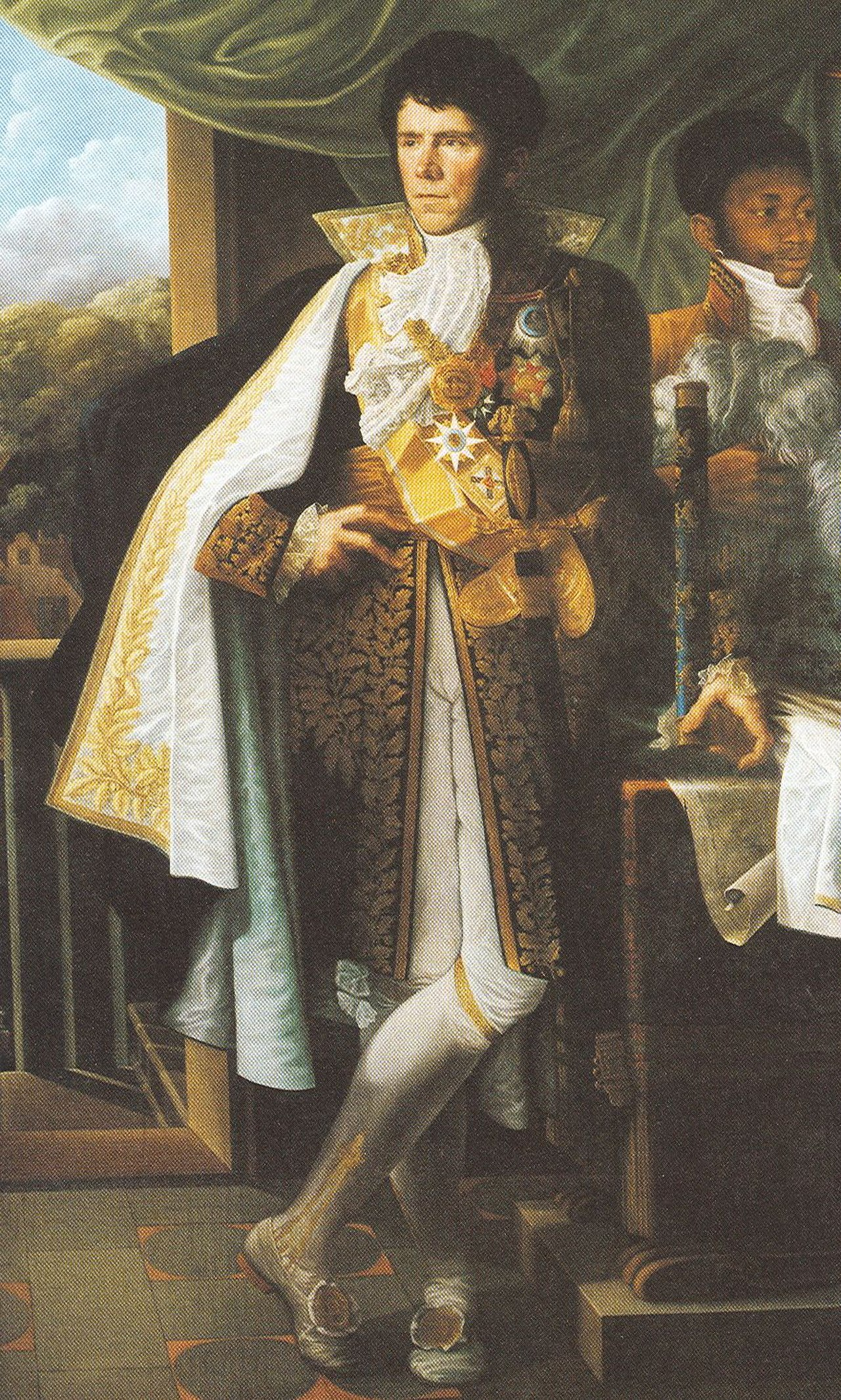
让-巴蒂斯特·杜蒙索

- 师：讓-巴蒂斯特·杜蒙索 师長（6,000，12 门火炮）
  - 第1旅：旅级将军
    - 第 1 荷兰猎兵团（第 1 营）
    - 第 2 荷兰猎兵团（第 1 营）
    - 第 3 荷兰猎兵团（第 1 营）

  - 第 2 旅：冯·赫尔德林 旅長
    - 第 2 荷兰防线步兵团（2 个营）
    - 第 3 荷兰防线步兵团（2 个营）
    - 第 4 荷兰防线步兵团（1 个营）

  - 第3旅：冯·哈瑟尔特 旅長
    - 第 7 荷兰防线步兵团（2 个营）
    - 第 8 荷兰防线步兵团（1 个营）

  - 第4旅：马斯切克 旅長
    - 第 3 荷兰骠骑兵团
    - 两匹马炮台

来源：Smith, Digby. . London: Greenhill. 1998: 233. ISBN 1-85367-276-9.拿破仑战争数据手册。伦敦：格林希尔。 p. 233.书号 1-85367-276-9 .

### 博羅金諾戰役：1812 年 9 月

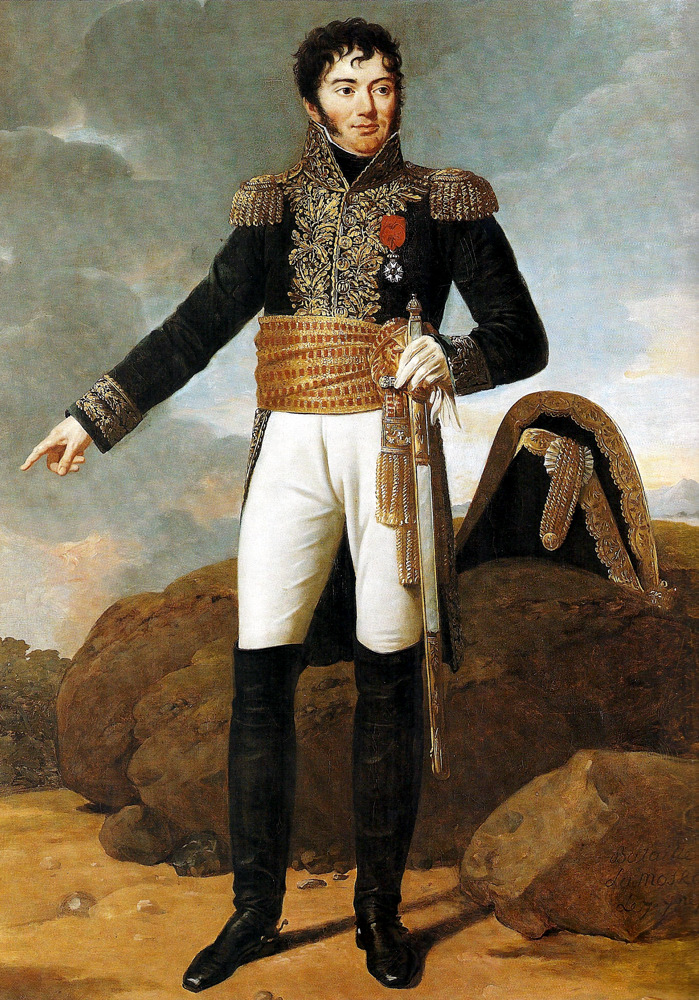
让·维克多·塔罗

讓-安多什·朱諾 师長（8,900，30 门火炮）
- 第 23 步兵师： 让·维克多·塔罗 師長 †
  - 第 1 旅：达马斯 旅長 †
    - 第 3 威斯特伐利亚轻步兵营
    - 第 2 威斯特伐利亚防线步兵团（2 个营，2 门炮）
    - 第 6 威斯特伐利亚防线步兵团（2 个营，2 门炮）

  - 第 2 旅：冯·博斯特尔旅長
    - 第 2 威斯特伐利亚轻步兵营
    - 第 3 威斯特伐利亚防线步兵团（2 个营，2 门炮）
    - 第 7 威斯特伐利亚防线步兵团（3 个营，2 门炮）

  - 分区炮兵：
    - 第 1 威斯特伐利亚步兵连（8门炮）
- 第24步兵师：冯·奥克斯 師長
  - 第 1 旅：Legras 旅長
    - 威斯特伐利亚近卫掷弹兵步兵营
    - 威斯特伐利亚近卫猎兵步兵营
    - 威斯特伐利亚近卫猎兵骑兵营
    - 第 1 威斯特伐利亚轻步兵营

  - 分区炮兵：
    - 第二威斯特伐利亚步兵连（8门炮）
    - 第 1 威斯特伐利亞警衛馬砲連（4 门炮）
- 军团骑兵：冯·汉默斯坦 旅長
  - 第 24 轻骑兵旅：冯·汉默斯坦 旅長
    - 第 1 威斯特伐利亚骠骑兵团（4 个中队）
    - 第 2 威斯特伐利亚骠骑兵团（4 个中队）

  - 近卫骑兵旅：沃夫 旅長
    - 威斯特伐利亚近卫Chevau-léger团（4 个中队）
- 军团炮兵：舒尔茨 少校
  - 第 1 威斯特伐利亞警衛馬砲連（2门炮）

来源：Mikaberizde, Alexander; Vovsi, Eman. . The Napoleon Series. 2007  [20 December 2012]. （原始内容存档于2016-03-04）. “博罗底诺战役：盟军的战斗序列” （页面存档备份，存于） 。拿破仑系列。 2012 年12 月 20 日检索。

### 莱比锡战役：1813 年 10 月
约瑟夫·波尼亚托夫斯基元帅 †

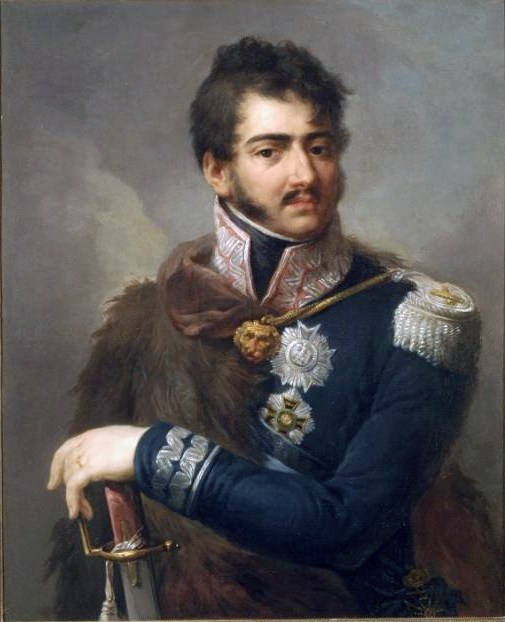
约瑟夫·波尼亚托夫斯基

- 第 26 步兵师： 路德維克·卡米尼茨基 师長
  - 旅：揚·康提朱利安·謝拉夫斯基 旅長
    - 第 1 波兰步兵团（2 个营）
    - 第 16 波兰步兵团（2 个营）
    - 维斯瓦河军团（2个营）

  - 旅：卡西米爾·馬拉霍夫斯基 旅長
    - 第 8 波兰步兵团（2 个营）
    - 第 15 波兰步兵团（2 个营）

  - 分区炮兵：
    - 第 5 波兰步兵连
    - 第 7 波兰步兵连
    - 第 14 波兰步兵连
- 第 27 步兵师： 讓·亨利·東布羅夫斯基 师長
  - 旅：愛德華·佐爾托夫斯基 旅長
    - 第 2 波兰步兵团（2 个营）
    - 第 14 波兰步兵团（2 个营）

  - 旅：斯特凡·格拉博夫斯基 旅長
    - 第 12 波兰步兵团（2 个营）

  - 分区炮兵：
    - 第 10 波兰步兵连
    - 波兰马炮台
- 第 27 轻骑兵旅： 揚·內波穆琴·烏明斯基 旅長
  - 第 14 胸甲骑兵团（2 个中队）
  - 克拉库斯团（4个中队）
- 军团炮兵： 雅各布·安東尼·雷德爾 上校
  - 第 11 波兰步兵砲兵連